# Menne
Menne ist ein deutscher Familienname.

## Herkunft und Bedeutung
Der Name ist entstanden als Kurzform von Meinhard, Meinward, Meinold, Meinrich.
Ursprüngliche Ableitung von „Mann“. Titulierte besonders männliche Vertreter einer (Dorf-)Gemeinschaft.

## Namensträger
- Albert Menne (1923–1990), deutscher Philosoph, Logiker und Wissenschaftstheoretiker
- Alexander Menne (1904–1993), deutscher Manager und Politiker (FDP), MdB
- Angelika Menne-Haritz (* 1949), deutsche Archivarin
- Bernhard Menne (1901–1968), deutscher Journalist und Publizist
- Erika Menne (1908–1991), hessische Landtagsabgeordnete (FDP)
- Ernst Menne (1869–1927), deutscher Hochofenfachmann und Chemiker
- Fritz C. Menne (* 1919), deutscher Botschafter
- Gerd Menne (1939–2020), deutscher Fußballspieler und -trainer
- Heinrich Menne (1541–1621), deutscher evangelisch-lutherischer Geistlicher, Hauptpastor der Lübecker Aegidienkirche
- Helene Menne-Lindenberg (1919–1988), deutsche Malerin
- Lothar Menne (* 1944), deutscher Verleger
- Peter Menne (Szenenbildner) (* 1960), deutscher Szenenbildner
- Peter Menne (Illustrator) (* 1962), deutscher Illustrator und Karikaturist
- Sabine Menne (* 1977), deutsche Schauspielerin und Sängerin
- Simone Menne (* 1960), deutsche Managerin
- Wilhelm Menne (1910–1945), deutscher Ruderer

## Sonstiges
- Menne (Warburg), ein Stadtteil von Warburg, Nordrhein-Westfalen